# Doneil Henry
Doneil Jor-Dee Ashley Henry (ur. 20 kwietnia 1993 w Brampton) – kanadyjski piłkarz pochodzenia jamajskiego występujący na pozycji środkowego obrońcy.

## Kariera klubowa
Swoją karierę piłkarską Henry rozpoczął w klubie Brampton Youth SC. Trenował też w North Mississauga. W 2009 roku został członkiem akademii piłkarskiej Toronto FC. W 2010 roku awansował do kadry pierwszego zespołu Toronto. 24 października 2010 zadebiutował w Major League Soccer w wygranym 3:2 wyjazdowym meczu z DC United. W latach 2010, 2011 i 2012 wywalczył z Toronto trzy mistrzostwa Kanady.
| Sezon   | Klub             | Kraj              | Rozgrywki                    | Mecze | Bramki |
| ------- | ---------------- | ----------------- | ---------------------------- | ----- | ------ |
| 2010    | Toronto FC       | Stany Zjednoczone | MLS                          | 1     | 0      |
| 2011    | Toronto FC       | Stany Zjednoczone | MLS                          | 10    | 0      |
| 2012    | Toronto FC       | Stany Zjednoczone | MLS                          | 18    | 1      |
| 2013    | Toronto FC       | Stany Zjednoczone | MLS                          | 20    | 0      |
| 2014    | Toronto FC       | Stany Zjednoczone | MLS                          | 21    | 1      |
| 2014/15 | West Ham United  | Anglia            | Premier League               | 0     | 0      |
| 2014/15 | Blackburn Rovers | Anglia            | Football League Championship | 3     | 0      |
| 2015/16 | Blackburn Rovers | Anglia            | Football League Championship | 1     | 0      |
| 2016/17 | Horsens          | Dania             | Superligaen                  | 4     | 0      |

## Kariera reprezentacyjna
W reprezentacji Kanady Henry zadebiutował 16 sierpnia 2012 roku w wygranym 2:0 towarzyskim meczu z Trynidadem i Tobago, rozegranym w Lauderhill. W tym samym roku został powołany do kadry na Złoty Puchar CONCACAF 2013.